# Ваал (река)
Вижте пояснителната страница за други значения на Ваал.
Ваал (на нидерландски: Waal) е река в централна Нидерландия, разклонение на река Рейн, с дължина около 80 km. Реката поема около 65 % от водите на река Рейн и свързва пристанището на град Ротердам със северозападна Германия и градовете Неймеген, Тил, Гелдермалсен и др.